# Bais (Ardecha)
Bais (en francès Baix) és un municipi francès situat al departament de l'Ardecha i a la regió d'Alvèrnia-Roine-Alps. L'any 2007 tenia 1.009 habitants.

## Demografia

### Població
El 2007 la població de fet de Baix era de 1.009 persones. Hi havia 392 famílies de les quals 104 eren unipersonals (64 homes vivint sols i 40 dones vivint soles), 116 parelles sense fills, 156 parelles amb fills i 16 famílies monoparentals amb fills.
La població ha evolucionat segons el següent gràfic:
Habitants censats

### Habitatges
El 2007 hi havia 480 habitatges, 398 eren l'habitatge principal de la família, 70 eren segones residències i 12 estaven desocupats. 360 eren cases i 66 eren apartaments. Dels 398 habitatges principals, 280 estaven ocupats pels seus propietaris, 104 estaven llogats i ocupats pels llogaters i 14 estaven cedits a títol gratuït; 10 tenien una cambra, 21 en tenien dues, 42 en tenien tres, 103 en tenien quatre i 222 en tenien cinc o més. 283 habitatges disposaven pel capbaix d'una plaça de pàrquing. A 172 habitatges hi havia un automòbil i a 199 n'hi havia dos o més.

### Piràmide de població
La piràmide de població per edats i sexe el 2009 era:
| Homes | Edats   | Dones |
| ----- | ------- | ----- |
| 0     | 95 o +  | 0     |
| 0     | 90 a 94 | 4     |
| 12    | 85 a 89 | 0     |
| 8     | 80 a 84 | 16    |
| 12    | 75 a 79 | 12    |
| 8     | 70 a 74 | 24    |
| 4     | 65 a 69 | 8     |
| 32    | 60 a 64 | 16    |
| 8     | 55 a 59 | 16    |
| 24    | 50 a 54 | 20    |
| 48    | 45 a 49 | 28    |
| 40    | 40 a 44 | 48    |
| 24    | 35 a 39 | 16    |
| 28    | 30 a 34 | 40    |
| 32    | 25 a 29 | 32    |
| 16    | 20 a 24 | 24    |
| 36    | 15 a 19 | 16    |
| 24    | 10 a 14 | 24    |
| 16    | 5 a 9   | 28    |
| 20    | 0 a 4   | 36    |

## Economia
El 2007 la població en edat de treballar era de 671 persones, 493 eren actives i 178 eren inactives. De les 493 persones actives 435 estaven ocupades (256 homes i 179 dones) i 58 estaven aturades (18 homes i 40 dones). De les 178 persones inactives 50 estaven jubilades, 60 estaven estudiant i 68 estaven classificades com a «altres inactius».

### Ingressos
El 2009 a Baix hi havia 394 unitats fiscals que integraven 1.000,5 persones, la mediana anual d'ingressos fiscals per persona era de 17.103 €.

### Activitats econòmiques
Dels 44 establiments que hi havia el 2007, 1 era d'una empresa alimentària, 1 d'una empresa de fabricació de material elèctric, 5 d'empreses de fabricació d'altres productes industrials, 10 d'empreses de construcció, 9 d'empreses de comerç i reparació d'automòbils, 1 d'una empresa de transport, 5 d'empreses d'hostatgeria i restauració, 1 d'una empresa d'informació i comunicació, 2 d'empreses financeres, 5 d'empreses immobiliàries, 3 d'empreses de serveis i 1 d'una entitat de l'administració pública.
Dels 11 establiments de servei als particulars que hi havia el 2009, 1 era una oficina de correu, 1 taller de reparació d'automòbils i de material agrícola, 3 paletes, 1 guixaire pintor, 1 fusteria, 1 lampisteria, 2 electricistes i 1 empresa de construcció.
Dels 3 establiments comercials que hi havia el 2009, 1 era una botiga de més de 120 m², 1 una botiga de menys de 120 m² i 1 una botiga de roba.
L'any 2000 a Baix hi havia 13 explotacions agrícoles que ocupaven un total de 297 hectàrees.

## Equipaments sanitaris i escolars
El 2009 hi havia una escola elemental.

## Poblacions més properes
El següent diagrama mostra les poblacions més properes.